# Francis Roux (Fußballspieler)

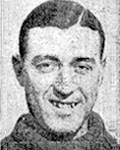
Roux

Francis René Roux (* 20. März 1908 in Cannes; † 24. Juli 1998 ebenda) war ein französischer Fußballtorwart.

## Karriere
Von 1929 an hütete der 176 Zentimeter große Roux das Tor der AS Cannes, die damals in der höchsten regionalen Amateurliga antrat. Daneben war der Verein auch auf nationaler Ebene erfolgreich und schaffte mehrfach den Einzug in die Endrunde des nationalen Pokals, was letztlich zum Einzug ins nationale Pokalfinale 1932 führte. Im Endspiel blieb Roux ohne Gegentor und leistete somit seinen Beitrag zum 1:0-Sieg, der ihm seinen ersten Titelgewinn auf nationaler Ebene einbrachte. Im selben Jahr wurde mit der Division 1 eine landesweite Profiliga eingeführt und die südfranzösische AS Cannes sollte zu den Gründungsmitgliedern zählen. Roux stand am 11. September 1932 bei der mit 5:5 endenden Eröffnungspartie gegen den SC Fives auf dem Platz und behielt die gesamte Eröffnungssaison über die Rolle der Nummer eins zwischen den Pfosten. Am Saisonende stand die Mannschaft gegen Olympique Lille im Finale um die nationale Meisterschaft, musste sich aber mit 3:4 geschlagen geben. Trotz seiner Rolle als Profi und einer damit verbundenen Bezahlung von anfänglich 1200 Französischen Francs pro Monat, die einem überdurchschnittlichen Verdienst entsprach, arbeitete er nebenberuflich als Vertreter der Käsereibranche; zeitweise stieg sein Fußballerlohn auf rund 5000 Francs.
Bei Cannes behielt der Spieler seine Position bei, bis er 1935 zum Ligarivalen Racing Paris wechselte. Dort avancierte er zunächst zum ersten Torwart und erreichte als solcher den Gewinn der französischen Meisterschaft 1936. Zugleich gelang der Einzug ins nationale Pokalfinale 1936, wobei jedoch sein Konkurrent Rudolf Hiden den Vorzug erhielt. Entsprechend war er nicht am 1:0-Erfolg seiner Teamkameraden gegen den FCO Charleville beteiligt. Anschließend setzte man bei Paris zumeist auf Hiden und Roux verbrachte ein Jahr als Nummer zwei, ehe er 1937 zum Zweitligisten FC Toulouse ging. Bei Toulouse war er gesetzt, bis 1939 durch den Beginn des Zweiten Weltkriegs der reguläre Spielbetrieb zum Erliegen kam. Im selben Jahr unterschrieb der Torwart, der trotz des Krieges seine Laufbahn fortsetzen konnte, beim OGC Nizza, mit dem er an der inoffiziellen Austragung um die Meisterschaft teilnahm. 1941 beendete er mit 33 Jahren nach 100 Erstligapartien und 70 Zweitligapartien aufgrund der schwierigen Umstände im vom Vichy-Regime beherrschten Südfrankreich seine Karriere. Anschließend arbeitete er als Sportlehrer.